# 陳佩真
陳佩真（1983年5月24日—），中華民國政治人物，無黨籍，出生於澎湖縣，現任澎湖縣議員。

## 政治
2024年，陳雙全兼任澎湖兩岸交流協會理事長，10月24日陳佩真隨陳雙全、澎湖議長陳毓仁、議員許國政、張仁和、魏睿宏、莊光大、吳政杰、議會秘書長鄭嘉薇、議會總務主任吳政中、議會法制主任莊英敏，以及澎湖縣旅遊解說協會理事長陳仁和、澎湖縣觀光協會理事長周宇鳴、亞果遊艇娛樂集團總經理鄭宗仁等14人，與國台辦宋濤交涉因「大進滿八十八號澎湖漁船扣押案」被扣押的洪姓船長暨丁姓船員與3名印尼漁工。